# Moravská měrná soustava
Moravská měrná soustava byla dříve více méně oddělena od české měrné soustavy. Nakonec byla roku 1765 nahrazena rakouskou měrnou soustavou, což na Moravě neznamenalo takový skok jako v Čechách, protože Moravané obchodovali s dolními Rakušany a jejich jednotky byly značně podobné.

## Délkové jednotky
- Moravský bod
- Moravská čárka – 2,06 mm (= 12 bodů)
- Moravský palec – 2,475 cm (= 12 čárek)
- Moravská stopa – 29,59 cm (= 12 palců)
- Moravský loket – 79,05 cm
- Moravský sáh – 1,775 m (= 6 stop)
- Moravská míle – 12,03 km

## Objemové jednotky
- Moravský máz – 1,07 litru
- Moravské vědro – 56,59 litru
- Moravská měřice – 70,6 litru

## Hmotnostní jednotky
- Moravská hřivna – 0,28 kg
- Moravská libra – 0,56 kg
- Moravský cent – 56 kg

## Moravský loket
Na Moravě se využívalo hned několik jednotek označovaných jako loket. Mezi ně patří:
- Brněnský loket – 79,05 cm
- Brněnský lesní loket – 52,06 cm
- Olomoucký loket – 78,23 cm

Brněnský lesní loket nikdy nebyl používán jako univerzální. Toto privilegium si po určitou dobu držel loket olomoucký, nakonec po bojích se Švédy, kdy Olomouc kapitulovala a Brno se úspěšně ubránilo se začínal více užívat brněnský loket.

### Ostatní soustavy
- Rakouská měrná soustava
- Ruská měrná soustava
- Česká měrná soustava
- Angloamerická měrná soustava
- Soustava CGS
- Soustava SI

### Jednotky

#### Hmotnost
- Libra

#### Délka
- Palec
- Stopa
- Loket

#### Objem
- Máz
- Vědro
- Měřice